# Peperomia maculosa
Peperomia maculosa là một loài thực vật có hoa trong họ Hồ tiêu. Loài này được (L.) Hook. miêu tả khoa học đầu tiên năm 1824.